# Tarantasca
Tarantasca (en français Tarantasque) est une commune italienne de la province de Coni, dans la région Piémont.

## Administration
| Période                                  | Période | Identité | Étiquette | Qualité |
| ---------------------------------------- | ------- | -------- | --------- | ------- |
|                                          |         |          |           |         |
| Les données manquantes sont à compléter. |         |          |           |         |

### Hameaux
San Chiaffredo, Santa Cristina, Tasnere

### Communes limitrophes
Busca, Centallo, Coni, Villafalletto